# Pichia pastoris
Pichia pastoris — вид метилотрофних дріжджів. Він був знайдений у 1960-х роках, з його особливістю використовувати метанол як джерело вуглецю та енергії. Після багатьох років досліджень P. pastoris широко використовувався в біохімічних дослідженнях і біотехнологічній промисловості. В останнє десятиліття деякі звіти перевіднесли P. pastoris до роду Komagataella за допомогою філогенетичного аналізу шляхом секвенування геному P. pastoris. Рід був розділений на K. phaffii, K. pastoris і K. pseudopastoris.

## P. pastorisв природі

### Природне середовище проживання
У природі P. pastoris зустрічається на деревах, наприклад на каштанах. Вони є гетеротрофами і можуть використовувати кілька джерел вуглецю для життя, наприклад глюкозу, гліцерин і метанол. Однак вони не можуть використовувати лактозу.

### Розмноження
P. pastoris може зазнавати як безстатевого, так і статевого розмноження шляхом брунькування та аскоспор. У цьому випадку існує два типи клітин P. pastoris : гаплоїдні та диплоїдні клітини. У нестатевому життєвому циклі гаплоїдні клітини піддаються мітозу для розмноження. Під час статевого циклу диплоїдні клітини піддаються споруляції та мейозу. Швидкість росту його колоній може коливатися в широкому діапазоні: від майже долі секунди, до часу подвоєння в одну годину, що активно використовується для промислових процесів.

## P. pastorisяк модельний організм
В останні кілька років P. pastoris було досліджено та визначено як хороший модельний організм із кількома перевагами. Перш за все, P. pastoris можна легко вирощувати та використовувати в лабораторії. Як і інші широко використовувані моделі дріжджів, він має відносно короткий життєвий цикл та гарну здатність до регенерації. Більше того, розроблено деякі недорогі культуральні середовища, щоб P. pastoris міг швидко рости на них із високою щільністю клітин. Було виконано повне секвенування генома P. pastoris. Геном P. pastoris GS115 був секвенований Інститутом біотехнології Фландрії та Університетом Гента та опублікований у Nature Biotechnology. Послідовність генома та анотацію гена можна переглянути за допомогою системи ORCAE. Повні геномні дані дозволяють вченим ідентифікувати гомологічні білки та еволюційні зв'язки між іншими видами дріжджів і P. pastoris. Крім того, P. pastoris є одиночними еукаріотичними клітинами, що означає, що дослідники можуть досліджувати білки всередині P. pastoris. Тоді можливе гомологічне порівняння з іншими більш складними еукаріотичними видами.
Ще однією перевагою P. pastoris є його схожість з добре вивченою моделлю дріжджів — Saccharomyces cerevisiae. Як модельний організм для біології S. cerevisiae добре вивчався протягом десятиліть і використовувався дослідниками для різних цілей протягом історії. Два роди дріжджів; Pichia та Saccharomyces мають схожі умови росту; таким чином, культура P. pastoris може бути прийнята лабораторіями без значних модифікацій. Зважаючи на всі переваги, P. pastoris можна з користю використовувати як генетичну та експериментальну модель організму.

### P. pastorisяк експериментальний модельний організм
Як експериментальний модельний організм P. pastoris в основному використовувався як мішень для трансформації. Завдяки його здатності до рекомбінації з чужорідною ДНК і обробки великих білків було проведено багато досліджень, щоб дослідити можливість виробництва нових білків і функції штучно створених білків, використовуючи P. pastoris для трансформації геному відповідним чином. В останнє десятиліття P. pastoris було удосконалено для створення систем експресії.

### Перевага
1: P. pastoris здатний рости на простому, недорогому середовищі з високою швидкістю росту. P. pastoris можна вирощувати як у колбах для струшування, так і у ферментері, що робить його придатним як для дрібно-, так і для великомасштабного виробництва.
2: P. pastoris має два гени алкогольоксидази, Aox1 і Aox2, які включають сильно індуцибельні промотори. Ці два гени дозволяють Pichia використовувати метанол як джерело вуглецю та енергії. Промотори АОХ індукуються метанолом і пригнічуються глюкозою. Зазвичай ген потрібного білка вводять під контролем промотору Aox1, що означає, що продукцію білка можна індукувати додаванням метанолу в середовище. Після кількох досліджень вчені виявили, що промотор, отриманий з гена AOX1 у P. pastoris, надзвичайно підходить для контролю експресії чужорідних генів, які були трансформовані в геном P. pastoris, продукуючи гетерологічні білки.
3: Завдяки ключовій рисі P. pastoris може рости в культурі з надзвичайно високою щільністю клітин. Ця властивість сумісна з гетерологічною експресією білка, що дає більший вихід продукції.
4: Технологія, необхідна для генетичних маніпуляцій P. pastoris, подібна до технології Saccharomyces cerevisiae, яка є одним із найбільш добре вивчених дріжджових модельних організмів. Як наслідок, протокол експерименту та матеріали легко створити для P. pastoris.

### Недолік
Деяким білкам для належного згортання потрібен шаперонін, але Pichia не здатна виробляти ряд білків, оскільки P. pastoris не містить відповідних шаперонів. Технології впровадження генів шаперонінів ссавців у геном дріжджів і надекспресії існуючих шаперонінів ще потребують вдосконалення.
Біотерапевтичне виробництво
За останні кілька років Pichia pastoris використовувалася для виробництва понад 500 видів біотерапевтичних засобів, таких як IFNγ (Інтерферон гамма). На початку одним недоліком цієї системи експресії білка було надмірне глікозилювання з високою схожістю до структури залишку манози, що є потенційною причиною імуної відповіді. У 2006 році дослідницькій групі вдалося створити новий штам під назвою YSH597. Цей штам може експресувати еритропоетин у його нормальній формі глікозилювання(така ж як у ссавців).

### Виробництво ферментів для харчової промисловості
У харчовій промисловості, наприклад, на пивоварнях та пекарнях, Pichia pastoris використовується для виробництва різних ферментів, харчових добавок з багатьма функціями. Наприклад, деякі ферменти, які виробляє генетично модифікована Pichia pastoris, можуть зберегти м'якість хліба. Тим часом у пивоварнях використовують ферменти для зниження концентрації алкоголю.